# Llista de gratacels de Dubai

## Gratacels més alts de Dubai amb més de 150 metres
| Lloc | Nom                                           | Altura en metres | Pisos | Any  |
| ---- | --------------------------------------------- | ---------------- | ----- | ---- |
| 1    | Emirates Office Tower                         | 354.6            | 54    | 2000 |
| 2    | Burj Al Arab                                  | 321              | 60    | 1999 |
| 3    | Jumeirah Emirates Towers Hotel                | 309              | 56    | 2000 |
| 4    | Millennium Tower                              | 285              | 60    | 2006 |
| 5    | 21st Century Tower                            | 269              | 55    | 2003 |
| 6    | Chelsea Tower                                 | 250              | 49    | 2005 |
| 7    | Oasis Beach Tower                             | 245              | 51    | 2006 |
| 7=   | Al Fattan Tower                               | 245              | 51    | 2006 |
| 9    | The Tower                                     | 242.7            | 54    | 2002 |
| 10   | Park Place                                    | 234              | 56    | 2007 |
| 11   | Al Seef Tower                                 | 215              | 44    | 2005 |
| 12   | Grosvenor House West Marina Beach             | 210.3            | 48    | 2005 |
| 13   | Le Reve                                       | 210              | 50    | 2006 |
| 14   | Marina Heights Tower                          | 208.6            | 55    | 2006 |
| 15   | Tamani Hotel Marina                           | 207              | 54    | 2006 |
| 16   | Marina Crown                                  | 207              | 52    | 2006 |
| 17   | Shangri-La Hotel                              | 200              | 43    | 2003 |
| 18   | Horizon Tower                                 | 190              | 45    | 2006 |
| 19   | Murjan Tower                                  | 185              | 40    | 2003 |
| 19=  | Mesk Tower                                    | 185              | 40    | 2003 |
| 21   | Capricorn Tower                               | 184.3            | 46    | 2003 |
| 22   | Marina Terrace                                | 183              | 38    | 2006 |
| 23   | Nuaimi Tower                                  | 172              | 40    | 2006 |
| 24   | Shatha Tower                                  | 167              | 41    | 2006 |
| 25   | Falcon Tower                                  | 162.7            | 41    | 2005 |
| 26   | The Monarch Office Tower                      | 160.3            | 40    | 2007 |
| 27   | Al Attar Business Tower                       | 158              | 38    | 1999 |
| 28   | Saeed Tower 2                                 | 155              | 38    | 2001 |
| 29   | Dusit Dubai                                   | 153              | 40    | 2001 |
| 30   | The Fairmont Dubai                            | 152.7            | 37    | 2002 |
| 31   | Saba Tower 1                                  | 150              | 37    | 2006 |
| 32   | Jumeirah Beach Residence Area C Tower C07     |                  | 54    | 2007 |
| 32=  | Jumeirah Beach Residence Area B Tower B03 T01 |                  | 54    | 2007 |
| 32=  | Jumeirah Beach Residence Area B Tower B01     |                  | 54    | 2007 |
| 32=  | Jumeirah Beach Residence Area A Tower A04     |                  | 54    | 2007 |
| 36   | Jumeirah Beach Residence Area C Tower C09 T02 |                  | 52    | 2007 |

## En construcció de més de 150 metres
| Lloc | Nom                                                | Altura en metres | Pisos    | Any  |
| ---- | -------------------------------------------------- | ---------------- | -------- | ---- |
| 1    | Burj Dubai                                         | 818              | 162-195? | 2008 |
| 2    | Burj Al-Alam                                       | 484              | 108      | 2010 |
| 3    | Princess Tower                                     | 414              | 107      | 2009 |
| 4    | 23 Marina                                          | 395              | 89       | 2008 |
| 4=   | Emirates Park Tower 1                              | 395              | 77       | 2009 |
| 4=   | Emirates Park Towers 2                             | 395              | 77       | 2009 |
| 7    | Elite Residence                                    | 380              | 91       | 2010 |
| 8    | Almas Tower                                        | 360              | 74       | 2007 |
| 9    | D1 Tower                                           | 350              | 80       | 2009 |
| 10   | The Marina Torch                                   | 345              | 80       | 2008 |
| 11   | Rose Tower                                         | 333              | 72       | 2007 |
| 12   | Al-Yaqub Tower                                     | 330              | 72       | 2008 |
| 13   | The Index                                          | 328              | 80       | 2008 |
| 14   | Ocean Heights                                      | 310              | 82       | 2010 |
| 15   | Burj Dubai Lake Hotel & Serviced Apartments        | 306              | 63       | 2008 |
| 16   | Emirates Crown                                     | 296              | 63       | 2008 |
| 17   | His Highness Sheikh Hasher Tower                   | 291              | 62       | 2008 |
| 18   | Sulafa Tower                                       | 281              | 75       | 2009 |
| 19   | Nikko Hotel Dubai                                  | 270              | 60       | 2008 |
| 20   | Al-Kazim Tower 1                                   | 265              | 53       | 2008 |
| 20=  | Al Kazim Tower 2                                   | 265              | 53       | 2008 |
| 22   | Marina Pinnacle                                    | 260              | 67       | 2008 |
| 22=  | Khalid Al Attar Tower 2                            | 260              | 61       | 2008 |
| 22=  | The Vision Tower                                   | 260              | 60       | 2008 |
| 25   | Emirates Marina Serviced Apartments & Spa          | 256              | 59       | 2007 |
| 25=  | Ubora Tower 1                                      | 256              | 58       | 2009 |
| 27   | Al-Tayer Tower                                     | 249              | 59       |      |
| 28   | The Buildings by Daman                             | 235              | 65       | 2008 |
| 28=  | Rolex Tower                                        | 235              | 63       | 2009 |
| 30   | Anantara Hotel                                     | 234              | 45       | 2008 |
| 31   | Tiara United Tower 1                               | 225              | 61       | 2009 |
| 31=  | Tiara United Tower 2                               | 225              | 61       | 2009 |
| 33   | Jumeirah Lake Apartments                           | 219              | 40       | 2008 |
| 33=  | Jumeirah Lake Offices                              | 219              | 40       | 2008 |
| 35   | Latifa Tower                                       | 210              | 56       | 2008 |
| 35=  | Grosvenor House The Residence                      | 210              | 48       | 2009 |
| 37   | The Citadel                                        | 201              | 42       | 2008 |
| 38   | Acico Office Tower                                 | 200              | 55       | 2007 |
| 39   | Al Salam Tecom Tower                               | 195              | 47       | 2007 |
| 40   | Dubai Mall Hotel                                   | 192              | 37       | 2008 |
| 41   | Platinum Tower                                     | 190              | 44       | 2009 |
| 42   | Lake Terrace                                       | 187              | 40       | 2007 |
| 43   | Dubai Tower                                        | 186              | 45       | 2007 |
| 44   | Etisalat Tower 2                                   | 185              | 33       | 2007 |
| 45   | Tiffany Towers                                     | 183              | 41       | 2007 |
| 46   | Media 1 Tower                                      | 175              | 43       | 2007 |
| 47   | Roshana Tower                                      | 174              | 35       | 2007 |
| 48   | Pier 8                                             | 170              | 40       | 2008 |
| 48=  | Iris Bay                                           | 170              | 32       | 2008 |
| 50   | Armada Tower 1                                     | 167              | 39       | 2007 |
| 51   | Four Points by Sheraton                            | 166              | 43       | 2007 |
| 52=  | Liberty House                                      | 166              | 42       | 2008 |
| 53   | Goldcrest Executive                                | 165              | 40       | 2007 |
| 53=  | Lake Shore Tower 1                                 | 165              | 46       | 2008 |
| 55   | Sky Gardens                                        | 160              | 45       | 2008 |
| 55=  | Tamweel Tower                                      | 160              | 35       | 2007 |
| 57   | Goldcrest Views 1                                  | 159              | 40       | 2007 |
| 58   | World Trade Centre Residence                       | 158              | 38       | 2007 |
| 58=  | Time Place                                         | 158              | 35       | 2007 |
| 58=  | AG Tower                                           | 158              | 37       | 2007 |
| 58=  | AU Tower                                           | 158              | 35       | 2007 |
| 62   | Shaiba Tower 1                                     | 155              | 34       | 2007 |
| 63   | Dubai Arch Tower                                   | 153              | 41       | 2007 |
| 63=  | Laguna Tower                                       | 153              | 41       | 2007 |
| 65   | Dalma Tower                                        | 152              | 40       | 2007 |
| 66   | Al Yassat Tower                                    | 151              | 41       | 2007 |
| 66=  | The Icon Tower 1                                   | 151              | 40       | 2007 |
| 66=  | The Icon Tower 2                                   | 151              | 40       | 2007 |
| 69   | Saba Tower 3                                       | 150              | 36       | 2007 |
| 69=  | Armada Tower 2                                     | 150              | 36       | 2007 |
| 69=  | Armada Tower 3                                     | 150              | 36       | 2007 |
| 69=  | Saba Tower 2                                       | 150              | 36       | 2006 |
| 69=  | The Bonnington Tower                               | 150              | 41       | 2008 |
| 74   | Ahmad Abdulrahim Ahmad Al Attar Tower              |                  | 74       |      |
| 75   | Torre sense nom                                    |                  | 72       | 2009 |
| 76   | Mag 218 Tower                                      |                  | 66       | 2008 |
| 77   | Churchill Residency                                |                  | 61       | 2008 |
| 78   | Shaikh Ahmed Bin Maktoum Bin Juma Al Maktoum Tower |                  | 60       |      |

## Projectats (projectes aprovats)
| Lloc | Nom                        | Altura en metres | Pisos | Any  |
| ---- | -------------------------- | ---------------- | ----- | ---- |
| 1    | Pentominium                | 516              | 120   |      |
| 2    | Burj Al-Alam               | 484              | 108   | 2010 |
| 3    | DAMAC Heights              | 460              | 105   | 2012 |
| 4    | Marina 101                 | 412              | 101   | 2010 |
| 5    | Lighthouse Tower           | 400              | 66    | 2010 |
| 6    | Al-Sharq Tower             | 360              | 100   | 2010 |
| 6=   | Lam Tara Tower 1           | 360              | 70    | 2010 |
| 8    | The Skyscraper             | 330              | 65    | 2008 |
| 9    | I&M Tower                  | 290              | 45    | 2008 |
| 10   | G-Tower                    | 280              | 45    | 2008 |
| 11   | Metro Tower                | 250              | 53    | 2008 |
| 12   | Duja Tower                 | 195              | 51    |      |
| 13   | The Dome                   | 176              | 41    | 2008 |
| 14   | Jumeirah Business Center 1 | 167              | 46    | 2008 |
| 15   | Swiss Tower                | 161              | 40    | 2008 |
| 16   | Dubai Tower 4              |                  | 94    | 2010 |
| 17   | Abjar Tower                |                  | 67    |      |
| 18   | La Residence 2 at Lotus    |                  | 66    | 2010 |

## Projectats (sense aprovació)
| Lloc | Nom                        | Altura en metres | Pisos | Any |
| ---- | -------------------------- | ---------------- | ----- | --- |
| 1    | Al-Burj                    | 1050             | 200   |     |
| 2    | Dancing Towers Office      |                  | 75    |     |
| 3    | Dancing Towers Hotel       |                  | 65    |     |
| 4    | Dancing Towers Residential |                  | 55    |     |